# (16101) Notskas
Notskas (asteroide 16101) es un asteroide de la cinturón principal, a 2,7061684 UA. Posee una excentricidad de 0,0557415 y un período orbital de 1 772,08 días (4,85 años).
Notskas tiene una velocidad orbital media de 17,59384632 km/s y una inclinación de 2,83214º.
Este asteroide fue descubierto en 3 de noviembre de 1999 por LINEAR.